# Nicolás Isasi
Nicolás Isasi (La Plata, 27 de mayo de 1987) es un director de cine y ópera, músico, crítico de arte, autor, productor y profesor argentino. Es conocido por haber sido el único argentino en alcanzar el Top Ten mundial del Concurso Internacional NANO OPERA de jóvenes directores de ópera en Moscú y por ser uno de los artistas seleccionados del PQ 2024: Technologies in Theatre, Performance and Exhibition Design, organizado por la Cuadrienal de Praga, República Checa.

## Biografía

### Infancia
Empezó a estudiar saxofón con tan solo diez años en el Conservatorio de Música Gilardo Gilardi junto al profesor Luis Galfetti. Allí realizó sus primeros conciertos con amigos y al poco tiempo ingresó en la orquesta de vientos del conservatorio. Desde pequeño asistió junto a su familia a diversos museos, galerías de arte y conciertos, adentrándose en el mundo artístico.Se interesó en el cine desde muy corta edad. Durante su adolescencia, fue un asiduo espectador del Match de improvisación organizado por la Liga de Improvisación de La Plata en El Galpón de la Comedia, llegando a tomar clases en La Fabriquera.

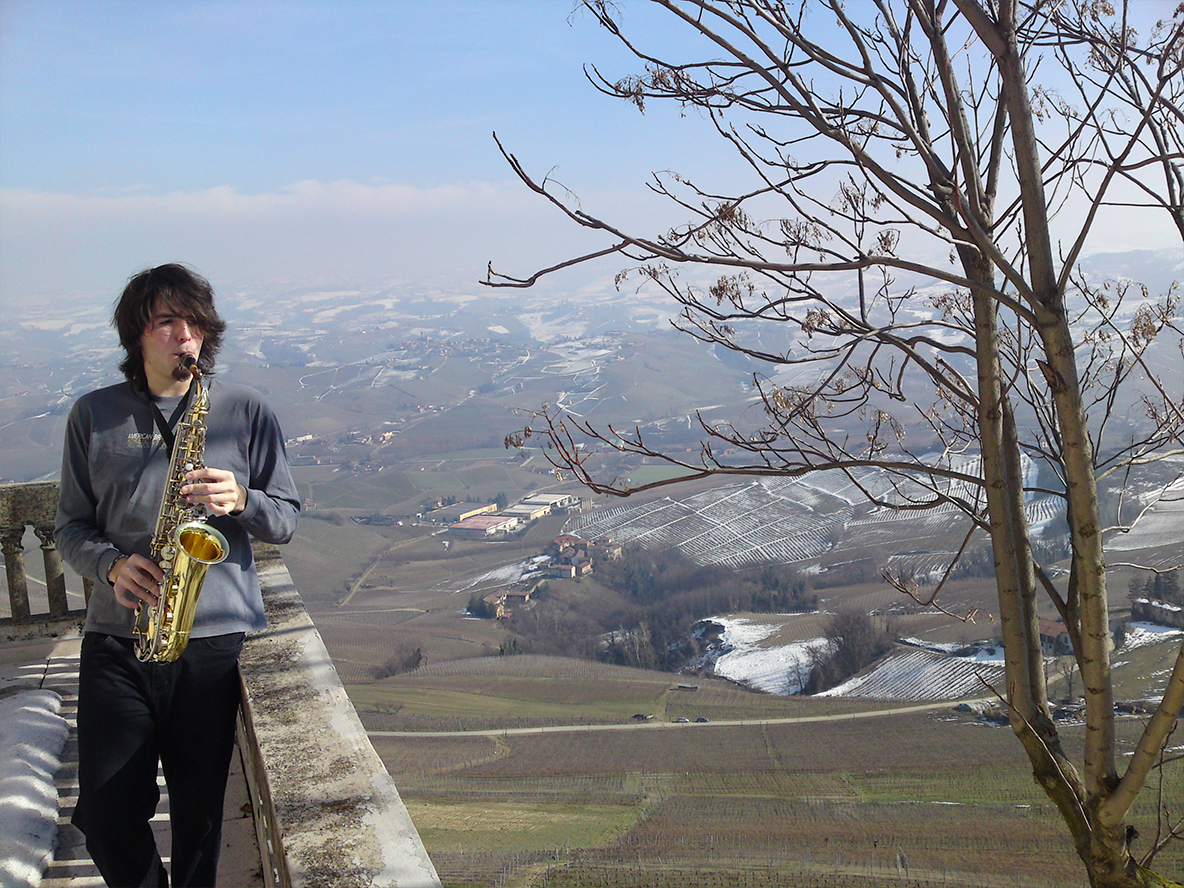
Nicolás Isasi tocando saxofón en Piamonte, Italia.

### Juventud
Como músico su vínculo comenzó cuando aún era un niño, participando en distintos tipos de orquestas y ensambles de cámara. Su instrumento principal es el saxofón alto, pero también toca a veces el saxofón tenor y barítono. Audicionó desde muy joven y llegó a tocar en la Orquesta Junior del Conservatorio, la ORVI, la Orquesta Estudiantil de la Ciudad de Buenos Aires (bajo la batuta del director y compositor argentino Guillermo Jorge Zalcman) y en la Orquesta Filarmónica Latinoamericana. Como solista, tocó con diferentes grupos de cámara y bandas de rock y jazz. Junto a su pianista formó un dúo con el que realizaban improvisaciones de jazz, pop tradicional y tango durante más de 15 años.Asistió a clases magistrales del Latin Jazz Quartet y de Eddie Daniels.    
Luego del colegio, estudió Dirección Cinematográfica en la Universidad del Cine y Dirección Escénica de Ópera en el Teatro Colón de Buenos Aires. Es el egresado más joven que obtuvo el título de regisseur en el país.[cita requerida] En 2011, paralelamente a sus estudios teatrales, recibió una beca de Ibermedia para la realización del seminario de Dirección de Actores de la EICTV en el Centro para los estudios cinematográficos de las Islas Canarias (CECAN) de Tenerife (España). Discípulo de Ponchi Morpurgo, trabajó en su cátedra universitaria al igual que en sus últimas producciones artísticas.[cita requerida]

## Primeros proyectos como director

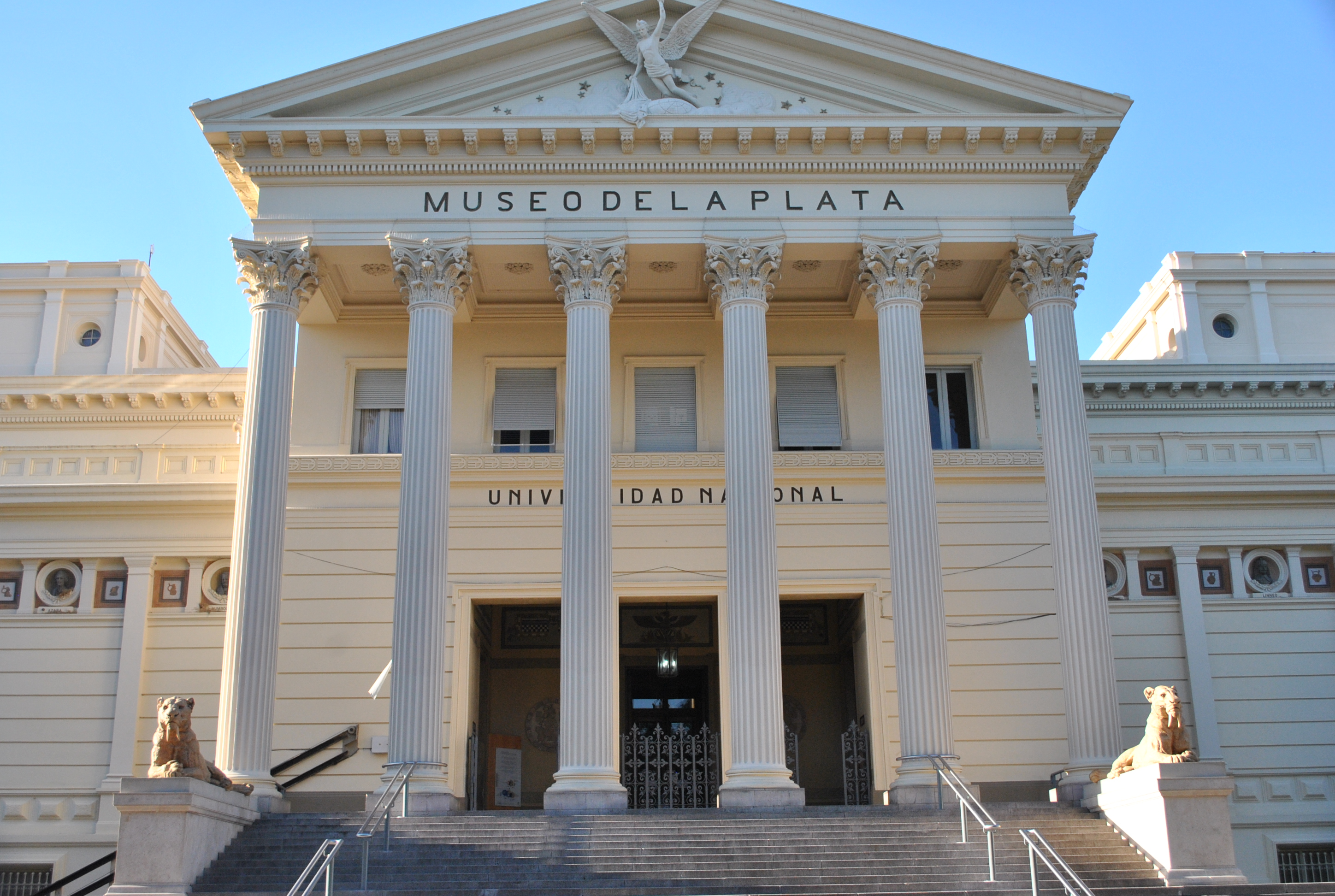
Museo de Ciencias Naturales de La Plata, lugar en el que transcurre parte de la historia del film Intersección (2008).

### Debut cinematográfico
A la edad de 17 años realizó su primer cortometraje titulado Juntos, dirigiendo al actor colombiano Juan Sebastián Mogollón como protagonista. Durante los siguientes años, desarrolló diversos proyectos experimentales y sus primeros trabajos de ficción y animación junto a compañeros de estudio dentro del ámbito universitario y de forma independiente. Su primer cortometraje de animación, Paseo en el Bosque, participó del festival Hojas en blanco en el Centro Cultural Pasaje Dardo Rocha de La Plata. En ese tiempo realizó además sus primeras colaboraciones como director de arte y asistente de dirección.  
Su cortometraje Intersección es una obra introspectiva que en tono de misterio y suspenso, habla del vínculo entre la vida y la muerte. Filmado a sus 20 años en la casa de Eric Alport Puleston y en el Museo de Ciencias Naturales de La Plata, fue su primer trabajo en 16mm proyectado en el exterior, participando del FENACO, Festival Internacional de Cortometrajes de Cuzco (Perú).[cita requerida]

### Debut operístico
En 2008, Isasi es seleccionado como saxofonista en una audición para integrar la Orquesta Filarmónica Latinoamericana que durante 2009 realizó la primera grabación discográfica de una ópera argentina completa producida profesionalmente en versión íntegra en la Argentina.[cita requerida] El sello Tradition junto a La Scala de San Telmo concluyeron un proyecto tantas veces soñado por muchos y nunca llevado a la realidad: grabar en estudio, en la Argentina y con elenco local, la ópera Chasca. La misma está considerada una leyenda lírica en un acto y seis cuadros, con texto y música del compositor argentino Enrique Mario Casella (1891-1948), estrenada e interpretada por única vez el 28 de agosto de 1939. El diario La Nación dijo sobre la grabación: 

"De Chasca -primera parte de un tríptico de Leyendas Líricas que completan El irupé y El crespín -, lo primero que llama la atención es el orgánico: tres orquestas con vientos (con cuatro saxofones en dos de ellas) y percusión, pero sin instrumentos de arco. Por otro lado, se diría que Chasca es una ópera en prosa, con líneas vocales muy cercanas al canto hablado, aunque con un gesto más arioso y sin ser nunca un estricto sprechgesang"
Pablo Gianera, La Nación, 04 de febrero de 2011

El arduo trabajo de recopilación llevó siete años, debido a que no se conservaba ni la partitura de orquesta ni las partes individuales de coro, solistas e instrumentos, incluyendo el estudio de los originales incompletos, la edición de todo el material y una larga investigación realizada por el compositor Lucio Mario Videla, presidente de la Asociación Argentina de Compositores, quien también se encargó de dirigir la orquesta. La reconstrucción de algunas partes de microfilms fue realizado por la musicóloga Malena Kuss tomando la base que se conserva en la Biblioteca del Congreso de Estados Unidos (Washington).Los ensayos se realizaron en La Scala de San Telmo, La Manufactura Papelera y la grabación se llevó a cabo en el Teatro del Globo de la ciudad de Buenos Aires, siendo luego editado en un formato de CD y libro.
En el Teatro Colón, llegó a tener como profesor de escenografía al escenógrafo y diseñador de luces José María Cornide. En 2012, durante sus estudios operísticos en el Teatro Colón, Nicolás Isasi debuta como director de escena en Las bodas de Fígaro de Wolfgang Amadeus Mozart, para la Compañía Opera Joven de Marta Blanco con un elenco de jóvenes artistas.

## Carrera
Si bien estuvo vinculado al mundo de la música desde pequeño, a los 20 años comienza a trabajar como asistente de escenografía y vestuario junto a Ponchi Morpurgo y Elizabeth Tarasewics para la Compañía Juventus Lyrica en el Teatro Avenida de Buenos Aires en distintas óperas, zarzuelas y operetas. Dirigió los primeros títulos operísticos de La Compañía Itinerante: Bastián y Bastiana y Apollo et Hyacinthus, también de Mozart, y La Canterina de Joseph Haydn en el Teatro Coliseo Podestá.Opera World rescató las palabras de Isasi previas al estreno de esa producción:

“Decidí ubicar la obra en el período de entreguerras con motivo de los 100 años de la Primera Guerra Mundial, en homenaje a todos los músicos y cantantes que dieron su arte para sobrevivir”
Nicolás Isasi, La Plata, 2014

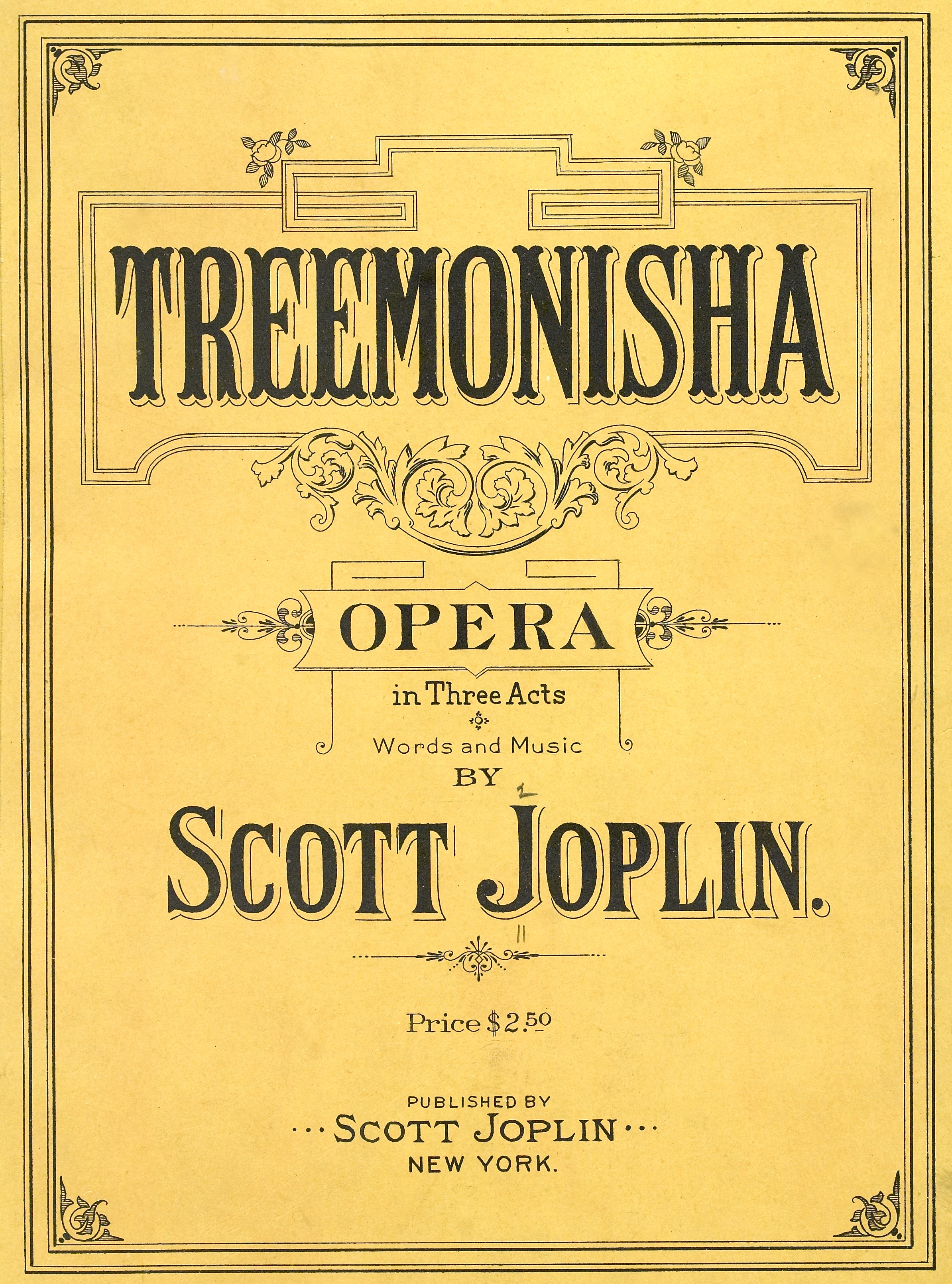
Portada de la partitura de Treemonisha de Scott Joplin. La presentación de Buenos Aires en 2013 fue su estreno en Argentina.

Su tesis de egreso del Teatro Colón fue el estreno en Argentina de la ópera Treemonishade Scott Joplin. Isasi trabajó durante más de 6 meses en un largo proceso creativo y de investigación que incluyó consultas con profesionales de la historia norteamericana y también de la obra de Joplin como el mismísimo Rick Benjamin, fundador de la Paragon Ragtime Orchestra con quien grabó la ópera en registro discográfico.Luego de una decena de audiciones en las que se encontraron a los solistas y el coro, se decidió realizar una versión orquestal junto a 15 músicos, y el gran desafío para los artistas fue que no se trataba de una ópera de repertorio.  
El trabajo realizado resultó un éxito rotundo con un equipo de 60 artistas jóvenes argentinos, brasileños y chilenos provenientes de los conservatorios Gilardo Gilardi, Manuel de Falla, López Buchardo, de la UNA y del ISATC. Con motivo de la celebración del 90° aniversario del maestro Constantino Juri, se realizó una función especial en su honor. A propósito de este proyecto, el prestigioso director de teatro Carlos Mathus, se refirió a Nicolás Isasi en un reportaje de la siguiente manera: 

“Como programadores de sala, preferimos títulos que han sido poco representados o de pequeño formato. En el 2013 se representó por primera vez en Argentina y en nuestro teatro Treemonisha. (…) También hemos apostado a óperas de nuevos autores dando buenos resultados. Este tipo de apuestas es más difícil de ver en teatros que se dedican a este tipo de programación; por eso nuestro esfuerzo está puesto en acompañar a las compañías de ópera, conformadas en muchos casos por gente muy joven que logra, administrando muy bien los recursos con los que cuenta, hacer apuestas innovadoras y accesibles para todo público”.
Carlos Mathus

Luego siguieron las óperas Cavalleria Rusticanade Pietro Mascagni donde dirigió al barítono argentino Leonardo López Linares y a la mezzosoprano uruguaya Lucila Ramos Mañé bajo la batuta de Susana Frangi, y El Murciélago de Johann Strauss (hijo) con dirección orquestal de Silvina Peruglia para la celebración de los 20 años de Opera Joven.Al respecto del género lírico, en una entrevista realizada por el sitio leedor.com a sus 28 años, Isasi afirmó:

"Estamos en un momento particular donde la ópera tiene que poner todas sus herramientas para enfrentar nuevos públicos. Desde hace algunas décadas la tecnología ha desplazado o renovado ciertos recursos técnicos y la ópera como género se adaptó a ellos. La constante contaminación visual que existe en la calle o en internet a través de la publicidad hizo que el público entienda esa velocidad como lenguaje cotidiano. Aunque lo rápido y, muchas veces superficial, no siempre es lo mejor. En ese sentido, la ópera, marca un quiebre con respecto a otro tipo de formas musicales porque tiene su propio tempo. Las puestas son interpretaciones nuevas, pero la música es la misma que hace 100 o 200 años. Por lo cual, el rol del director escénico es fundamental para que las nuevas generaciones lleguen a conocerla y puedan disfrutarla. Se trata de una de las artes más complejas por la cantidad de diversas áreas artísticas que confluyen en ella. Y desde este punto, la experiencia que pueda tener un espectador con la ópera es algo totalmente diferente a lo que haya visto antes. La sorpresa, el impacto y la calidad escénico-musical es lo que mantiene a la ópera como género único e irremplazable, aun frente a los avances tecnológicos"
Nicolás Isasi, Buenos Aires, 2015

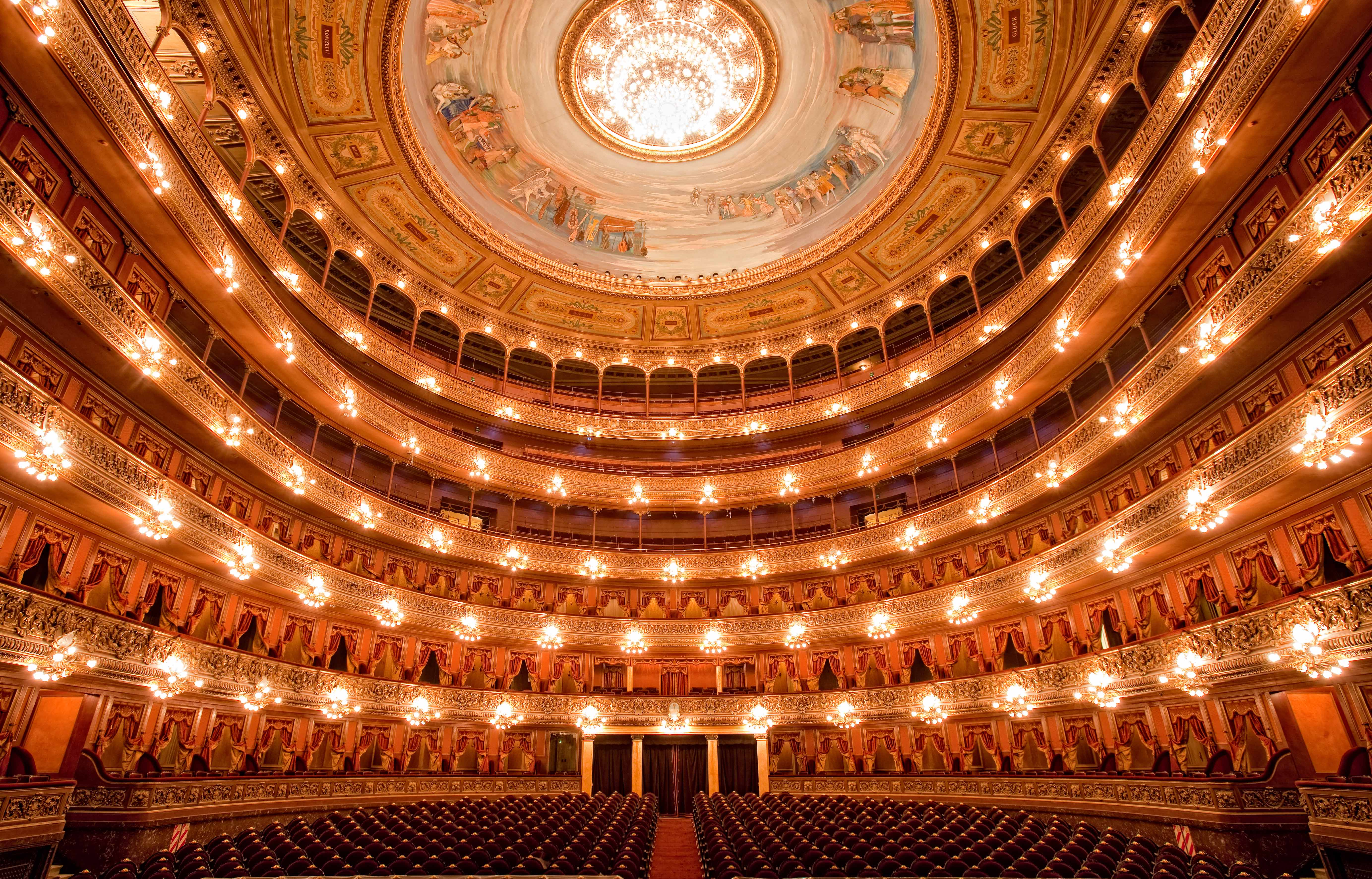
El Teatro Colón fue la casa de estudios operísticos de Nicolás Isasi en Buenos Aires.

En el Instituto Superior de Arte del Teatro Colón, llegó a compartir clases, trabajar y dirigir a Lucas Villalba y a Damián Ramírez(1985-2017), dos de los grandes contratenores que tuvo Argentina y que fallecieron sorpresivamente a temprana edad. A los pocos días de la partida de Damián Ramírez, su amigo Nicolás Isasi lo recordó de la siguiente manera:

"Trabajé con él en varias oportunidades y tuve el placer de dirigirlo hace unos años cuando hizo del dios Apolo en 'Apollo et Hyacinthus' de Mozart. Había nacido para ese personaje. Su inconfundible y grandiosa voz de contratenor (cuerda poco frecuente), su presencia y su carisma impactaron en el público presente. Un cantante distinto, con pasión y amor por lo que hacía. Como persona, un ser humano maravilloso, con valores y una bondad enorme, que aún sin tiempo hacía conciertos con fines benéficos. Un verdadero artista".

#### Asistencias de dirección
A lo largo de su carrera asistió a diversos directores de ópera, cine y teatro. Desde 2016 trabaja como asistente de dirección del director polaco Michał Znaniecki en diversos proyectos de ópera, teatro y comedia musical en Argentina, Polonia e Italia (Teatro San Carlo de Nápoles). Mientras estuvo en Polonia, trabajó en María de Buenos Aires de Astor Piazzolla para la Ópera de Cámara de Varsovia, en Sunset Boulevard de Andrew Lloyd Webber en el Teatro de Chozów, en Los Cuentos de Hoffmann de Jacques Offenbach para la Ópera de Cracovia y Pagliacci de Ruggero Leoncavallo para el Castillo de los Duques de Pomerania en Szczecin. Además de su rol como asistente de dirección, fue asistente de escenografía del escenógrafo italiano Luigi Scoglio en la obra El Casamiento de Witold Gombrowicz en la sala Martín Coronado del Teatro San Martín de Buenos Aires.

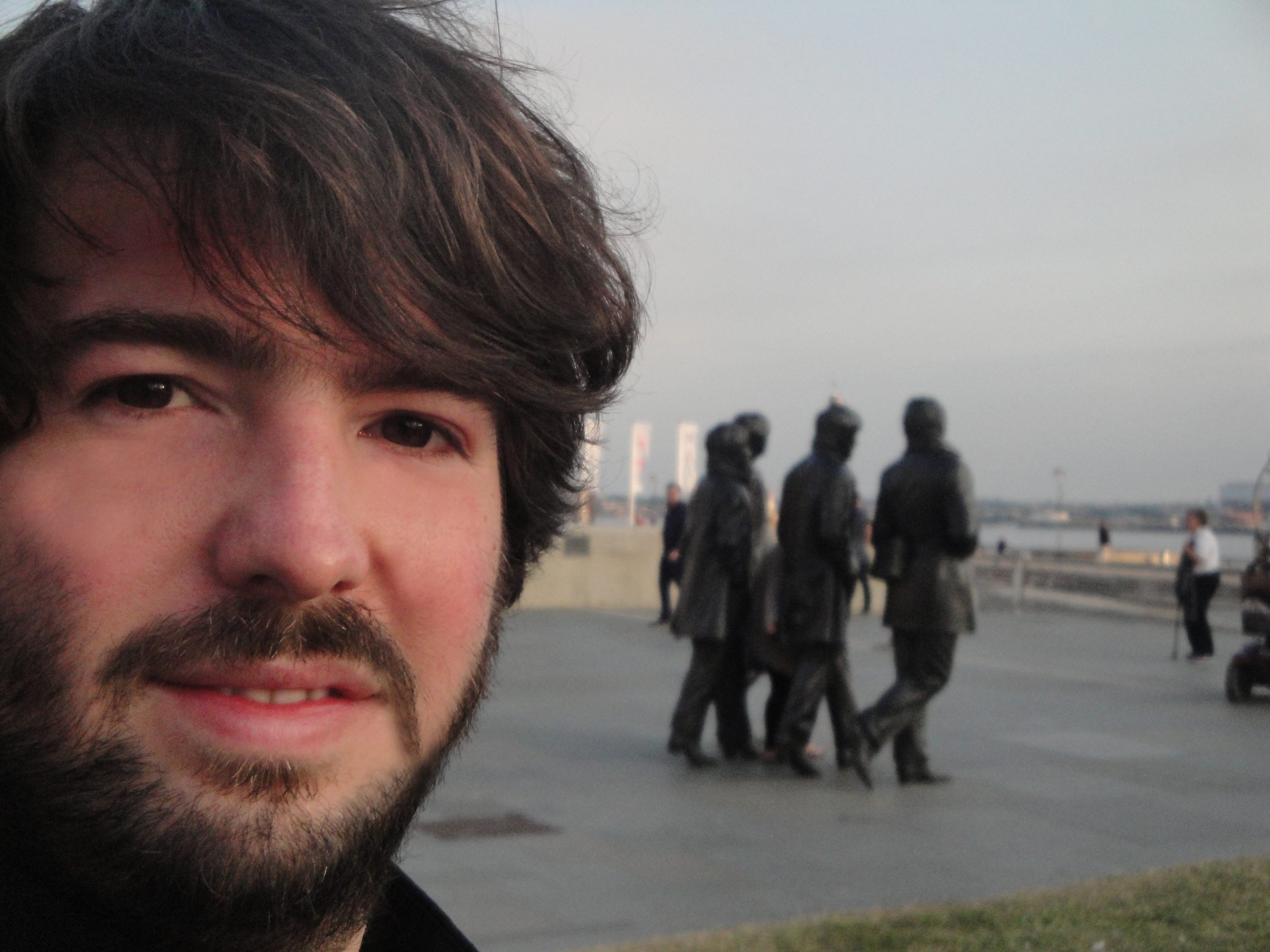
Nicolás Isasi en Reino Unido durante una de las giras teatrales europeas.

Isasi también fue asistente de dirección del Festival Ópera Tigre en Argentina, en la isla musical Kaiola Blue con espectáculos emblemáticos que unían ópera, actuación, danza y acrobacia en la ambientación natural del Delta donde se representaban diferentes escenas musicales de Henry Purcell, Christoph W. Gluck o Georg Friedrich Händel. Entre las obras destacadas de aquellas ediciones del FOT, se encuentran Los hilos de Ariadna con piezas de Ariadna en Naxos de Richard Strauss o L'Arianna de Monteverdi; El viaje de Ulises que celebraba los 450 años de Claudio Monteverdi, considerado el padre de la ópera; o el estreno en Argentina de Flis, el remero en el bicentenario del compositor polaco Stanisław Moniuszko.
En 2018, Isasi participó junto al Grupo Subsuelo del festival internacional TACT (Festival internazionale di arti performative) en Trieste, realizando una gira europea por Eslovenia, Alemania, Reino Unido y España con la comedia absurda Piso 35, premiada por el Fondo Nacional de las Artes en el concurso de obras inéditas.En 2023 trabaja como asistente de dirección de Mario Pontiggia en la producción de Tosca para la ABAO (Asociación de Amigos de la Ópera de Bilbao) en el Palacio Euskalduna de Bilbao.En 2024, trabaja como asistente de dirección de Fernando Gomes y como coordinador de imagen y comunicación en la Cantata Cénica Dom Garcia.Con libreto de Natália Correia y David Mourão-Ferreira, la obra compuesta por el portugués Joly Braga Santos había sido estrenada en 1971 en el Festival de Vilar de Mouros.Luego de medio siglo, Dom Garcia se estrenó en junio de 2024 en el Gran Auditorio del Centro Cultural de Belém de Lisboa, en Santarém y en el monasterio gótico de Alcobaza considerado Patrimonio de la Humanidad por la Unesco.La presentación en el Monasterio de Alcobaza formó parte de la 32º edición del Festival Cistermúsica.

### Nano Opera
En 2019, Nicolás Isasi fue el único argentino seleccionado en el Concurso Internacional NANO OPERA, resultando semifinalista (Top Ten Mundial) entre jóvenes directores escénicos de ópera de todo el mundo. Dicho evento, organizado por el Teatro Helikon de Rusia (Moscú) fue televisado por el canal Rusia Cultura para millones de espectadores a lo largo de los días.El diario platense 0221 describió:

"Nicolás Isasi tiene 32 años, es platense y quedó seleccionado entre cientos de personas de todo el mundo para participar del certamen Nano Ópera 2019, en el cual evalúa la dirección escénica de ópera de jóvenes directores. La prestigiosa competencia organizada por el Teatro de Música de la ciudad de Moscú “Helikon Opera” en cooperación con el Departamento de Cultura de Moscú cuenta con un jurado que incluye a directores famosos de los principales teatros del mundo, además de los principales críticos de música del país, representantes de TV y radio".
0221.com.ar, 23 de junio de 2019

Su participación en el certamen incluyó un trabajo de análisis escrito previo a su selección y luego escenas de óperas de Giuseppe Verdi y Wolfgang Amadeus Mozart. Nicolás, consciente del privilegio de haber llegado a la semifinal del certamen y entrar al Top Ten mundial de jóvenes directores escénicosdeclaró:

“La vara era muy alta y el desafío era complejo. Me trataron excepcionalmente, con respeto y valoración. Antes de entrar al estudio de televisión que habían montado en el teatro nos decían: hagan de cuenta que las cámaras son invisibles. El ensayo de cada escena era abierto, en otro idioma con traducción simultánea, público presente y encima era televisado en vivo y en directo por el canal de cultura más importante del país más grande del mundo”
Nicolás Isasi, Buenos Aires, 2019

En julio de ese año se realizó una gala en Los Fuegos, donde diversos artistas de la lírica, el cine, las artes visuales y el ilusionismo, homenajeron a Nicolás Isasi como director platense de ópera.

### Out of Mind
Su film Out of Mind sobre la pandemia fue proyectado en más de 30 festivales internacionales de cine.[cita requerida] Se estrenó en Inglaterra, donde las películas seleccionadas fueron exhibidas en los estudios Pinewood, recibiendo los siguientes reconocimientos:Mejor Film Experimental por el Indie Online Film Festival y el Bahrain Film Fest, premio Especial del Jurado a Mejor Actor por el Europe Film Festival y el Bahrain Film Fest, premios a Mejor Actor y Mejor Guion en el Sittannavasal International Film Festival, premio a Mejor Composición Musical por el Tamilnadu International Film Fest, premio a Mejor Film Fantástico en el Angaelica Festival y dos Menciones de Honor en el Bloomington Indiana Film Festival y en el Festival del Cinema di Cefalù.Asimismo, fue seleccionado en el festival Nature & Culture – International Poetry Film Festival de Copenhague formando parte de la Poetiske Fonotek, una colección permanente internacional de películas de poesía que comenzó en 2020 y ahora cuenta con más de 500 poemas audiovisuales en todos los idiomas.El presidente del festival griego de Agrinio realizó la siguiente crítica sobre el film:

“OUT OF MIND es la conversión de un bellísimo poema de Ángela Gentile a una representación visual del cineasta argentino Nicolás Isasi. Aunque la película es argentina tiene un mensaje mundial. La película es una representación de la soledad y el aislamiento del ser humano. Esto viene como un resultado de la estructura de la sociedad actual en todo el mundo. La elección del blanco y negro como estética es muy acertada para la película, ayuda mucho a transmitir los sentimientos de soledad y aislamiento haciendo que la película respire. La elección de la música es acertada, combinada perfectamente con el texto. La voz en off acompaña de una manera hermosa. La actuación de Andy Coast es como debe ser. Mínima y con un sentimiento nostálgico en sus ojos. La película promueve la empatía y el cuidado del prójimo, lo cual es realmente agradable. Los mensajes y películas de este tipo deberían promocionarse más”.
George Louridas, Presidente del Agrinio International Film Festival 

La escritora Ángela Gentile, poetisa invitada al encuentro iberoamericano por el 800 aniversario de la Universidad de Salamanca y galardonada por la Academia "Mihai Eminescu", guionista de Out of Mind comentó sobre el film:

"Nicolás Isasi, un joven y talentoso platense que es director de cine, regisseur de ópera y músico, tuvo la amabilidad de convocarme. Un voto de confianza para mis poemas. Las palabras son increíblemente libres y te permiten recorrerlas para que se encuentren, se adecuen a las imágenes. Un ensamble de sentidos fue el proceso, una libertad absoluta".
Angela Gentile, Contarte Cultura

Además, fue proyectado en Hungría, Alemania, Suecia, Portugal, Estados Unidos, Dinamarca, Ucrania, Canadá, India, Bangladés, Baréin, Brasil, Italia, Argentina y en la Biennal de València en España.Asimismo, trabaja en una serie de proyectos audiovisuales relacionados al centenario del escritor y naturalista argentino Guillermo Enrique Hudson, que actualmente se encuentran en etapa de postproducción.En su larga trayectoria profesional como artista polifacético y polímata, además de dirigir, ha trabajado como escenógrafo, figurinista, docente, productor, director de arte, asistente de dirección, artista de vídeo y sonido, animador, diseñador de iluminación, montajista, músico, compositor, crítico de arte, programador, ponente, conferencista y dramaturgo.

### Debut europeo
El Palacio de Mateus anunció en 2023 el debut europeo de Nicolás Isasicomo director escénico de ópera en el evento más importante en la programación de la XXXI edición de los Encuentros Internacionales de Música Casa de Mateus en Portugal.El estreno contó con un elenco internacional marcando el regreso de la ópera As damas Trocadas (1797) del compositor Marcos Portugal por primera vez con instrumentos de época y en versión portuguesa junto a la Orquesta Barroca de Mateus bajo la batuta de Ricardo Bernardes en el Teatro de Vila Real.

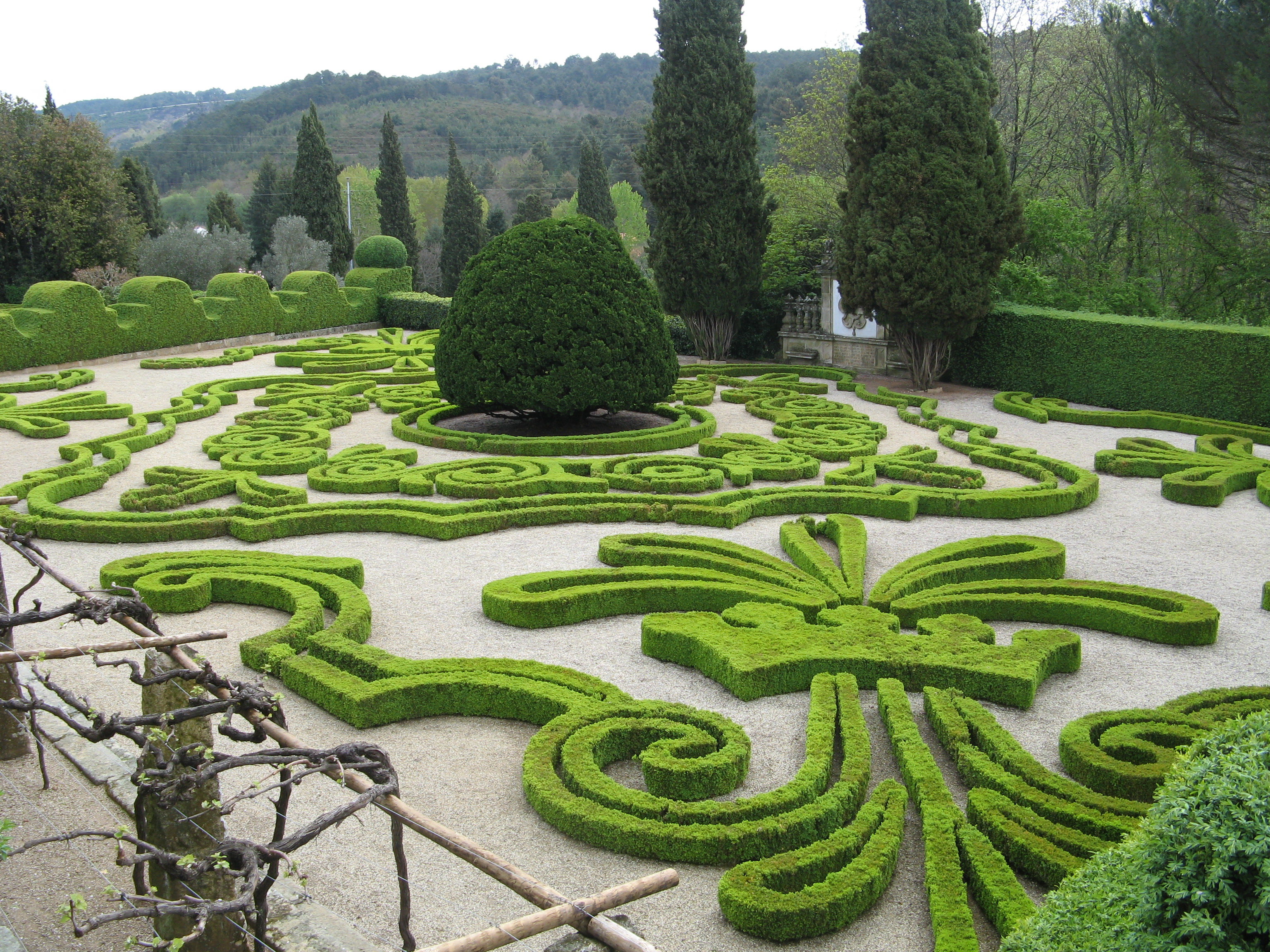
Jardines del Palacio de Mateus en Portugal.

El diario Clarín de Argentina destacó la singular relación con Jorge Luis Borges en su artículo titulado "Un joven director de ópera argentino, en conexión con Borges, estrena en Portugal":

"Los primeros bocetos de esta puesta surgieron en los jardines del Palacio de Mateus de Vila Real. Entre música y caminatas empezaron a cobrar fuerza los conceptos del laberinto, el espejo y el cerebro que fueron fundamentales para llevar a cabo la propuesta visual. Esas ideas plasmadas en fotografías, dibujos y marcas espaciales imaginarias fueron pasando a otros planos, tanto en la escenografía como en las proyecciones animadas. (...) Durante el proceso de trabajo que se alternó entre Vila Real y Lisboa, descubrí que Jorge Luis Borges tiene ascendencia portuguesa. Su bisabuelo Francisco (circa 1770) vivía en Torre de Moncorvo, situada en el norte de Portugal, antes de emigrar a la Argentina. Y esta localidad se encuentra a una hora de distancia de Vila Real, donde realizaremos el estreno de As Damas Trocadas. Esta nueva producción de Marcos Portugal en Vila Real con instrumentos de época y en versión portuguesa, es una forma de preservar el legado musical de Marcos Portugal y, por otro lado, rinde homenaje a nuestro máximo escritor"
Diario Clarín, 12 de julio de 2023

En diálogo con un medio platense, el multifacético director contó parte del trabajo de investigación para la ópera As Damas Trocadas que fue un largo proceso creativo, con una importante puesta en escena, una orquesta de instrumentos musicales antiguos que permitieron un viaje en el tiempo y 40 artistas en escena, con un elenco de primer nivel y a sala llena.

"Disfruto muchísimo el proceso de creación de mis trabajos, de mis producciones, la parte de investigar, darle vueltas al material, leer una y otra vez de hacer bocetos, dibujar y pensar todo. Pero, sin duda alguna, lo que más satisfacción da es la reacción del público, el objetivo final para el que uno hace todo lo que hace. Al dedicarme al arte, siempre tengo que pensar que para que el círculo se complete tiene que haber alguien del otro lado. Cuando a los diez minutos de empezar la obra el público portugués empezó a reírse, fue lo máximo. Un momento sublime, eso es lo que yo más disfruto, saber que el público está disfrutando algo que fue minuciosamente trabajado, pensado, estudiado y ensayado"
Nicolás Isasi, 21 de agosto de 2023

Diversos medios portugueses, argentinos e internacionales resaltaron la concurrencia, aceptación e interés del público en esta producción. Incluso afirman que este nuevo proyecto que cita a Jorge Luis Borges, "contó con el visto bueno de María Kodama Schweizer, viuda del emblema de la literatura argentina".[cita requerida]

Para el director argentino Nicolás Isasi, el proyecto fue "un desafío muy interesante e importante". Éste, señaló, es la primera vez que dirige una "ópera en portugués".
Cultura Ao Minuto

Según la Fundación el hito más afirmativo de la programación y su convivencia con la ciudad fue el 21 de julio, con el estreno de la ópera barroca As damas trocadas ou o diabo a quatro de Marcos Portugal en el marco de sus encuentros musicales de verano. El proceso de creación tuvo lugar en el palacio que es monumento nacional portugués desde 1910.

"El Teatro de Vila Real presentó una ópera de 1797 creada por un portugués en Italia. Ahora llega a un escenario nacional de la mano de la Fundação Casa de Mateus, que tenía el objetivo de producir una ópera desde hace varias décadas. Una vez estrenada en Vila Real, la ópera “As Damas Trocada” podrá llegar a otros escenarios nacionales en los próximos meses. Todos los cantantes son luso-brasileños y hay un colombiano. El mayor desafío del director, el argentino Nicolás Isasi, fue unir el texto con la música. El resultado final satisface a la directora de la Fundação Casa de Mateus, que desde hace mucho persigue la meta de tener una ópera en su programa cultural"
Radio FM Universidade

El programa cultural de la Casa de Mateus cruza la música, la literatura, la danza y divulgación científica, apostando a residencias artísticas multidisciplinares y el estreno de una ópera. Los documentos de esta nueva coproducción del Teatro de Vila Real y la Fundación Casa de Mateus se basan en los provenientes de Río de Janeiro. El musicólogo David Cramer, especialista en la obra de Marcos Portugal, presente en el día del estreno donde brindó una conferencia sobre el compositor, escribió el artículo "As damas trocadas – contexto, receção e renascença" en el que rescató parte del suceso que tuvo la ópera en su época.

Estrenada en San Mosè el 22 de octubre de 1797, Le donne cambiate fue un éxito rotundo e inmediato. Hubo 52 funciones, en exhibición continua, hasta el 21 de diciembre, con otras 14 funciones entre mediados de enero y principios de febrero del año siguiente. También se representó, en 1798, en siete teatros más del norte y centro de Italia. Además de Lisboa, llegó a otras capitales europeas como Dresde (1799), París (1806) y Londres (1812).
David Cranmer

El diario de música y pensamiento español mundoclasico.com, escribió una crítica titulada "una utopía cosmopolita", que permaneció como la más leída del ranking por más de una semana.Respecto a la escenografía y puesta en escena de Nicolás Isasi consideró que:

El resultado plástico fue no sólo afortunado y bello sino que además cumplió la deseada unión entre la música de Marcos Portugal y la escritura de Borges "reflejada de ventana en ventana y multiplicada en estos jardines de caminos que se bifurcan". La dirección actoral fue respetuosa con los códigos tradicionales de la farsa, sin concesiones a arcaísmos presuntamente historicistas ni a actualizaciones de la comedia cinematográfica actual, pero agradablemente salpimentada de guiños al cine mudo.
Mundoclasico, 11 de agosto de 2023

### Landscapes for Freedom
Landscapes for Freedom es un film animado a mano con un mensaje de paz y esperanza al mundo, basado en el tríptico “Zambulléndose en la tierra” de la artista ucraniana Olena Morkhovska, con música de Matteo Ramon Arevalos y poesía de Iván Frankó.Isasi fue uno de los artistas seleccionados para el Projeto Libertinagem organizado por Ala d’Artistas.A lo largo de tres meses, con la ayuda de cuatro profesionales de las artes, los artistas seleccionados, desconocidos entre sí, desarrollaron diversos proyectos relacionados con la escritura creativa, la fotografía, el audiovisual, la música, la composición, el teatro y la performance. Las obras finalizadas se presentaron en Mira de Aire.
Landscapes for Freedom resultó premiado con una Honorable Mention Audience Choice (Animation) en el Women’s Bioscope Film Festival de India y con el Tribute Award en el Latino & Native American Film Festival de Estados Unidos. Además fue proyectado en Inglaterra, México, Finlandia, España y Argentina, seleccionado en los festivales Frome International Climate Film Festival, Dispatches of War, en el BCT – Festival Benevento Cinema e Televisione y semifinalista en el Batangas Balisong Film Festival de Filipinas.Debido a su mensaje pacífico se trata del primer trabajo de Isasi proyectado en África, en el marco del Human Screen Festival, miembro de la Human Rights Film Network.  Formará parte de una muestra dedicada a niños y jóvenes en el prestigioso festival de animación ucraniano LINOLEUM. El Festival LINOLEUM de Animación Contemporánea y Media Art es la mayor muestra de animación de autor en Ucrania.

### Acis & Galatea
Actualmente, Isasi trabaja en la ópera Acis & Galatea de Georg Friedrich Händel y el libretista John Gay, dirigida por Ricardo Bernardes, al frente de la Orquesta Barroca Mateus y el Coro Nova Era Vocal Ensemble en el Teatro de Vila Real en Portugal.Un año después de As Damas Trocadas, la Fundación Casa de Mateus y el Teatro Vila Real vuelven a producir una ópera del repertorio barroco, la primera obra de Händel basada en un libreto inglés.La obra estrenada en 1718 es una divertida mascarada pastoral, interpretada por la Orquesta Barroca de Mateus y un grupo de solistas de calidad superlativa.El diario de música español mundoclasico.com, escribió: "Desde esta perspectiva la producción escénica de Nicolas Isási, una hipérbole de la ingenuidad, me ha parecido un acierto pleno. (...) Al contrario, Isasi es un regista que no tiene la menor aspiración didascálica, por lo que el público asistente al Teatro de Vila Real reaccionó de un modo semejante al público londinense de la época de Haendel".

### Cuadrienal de Praga

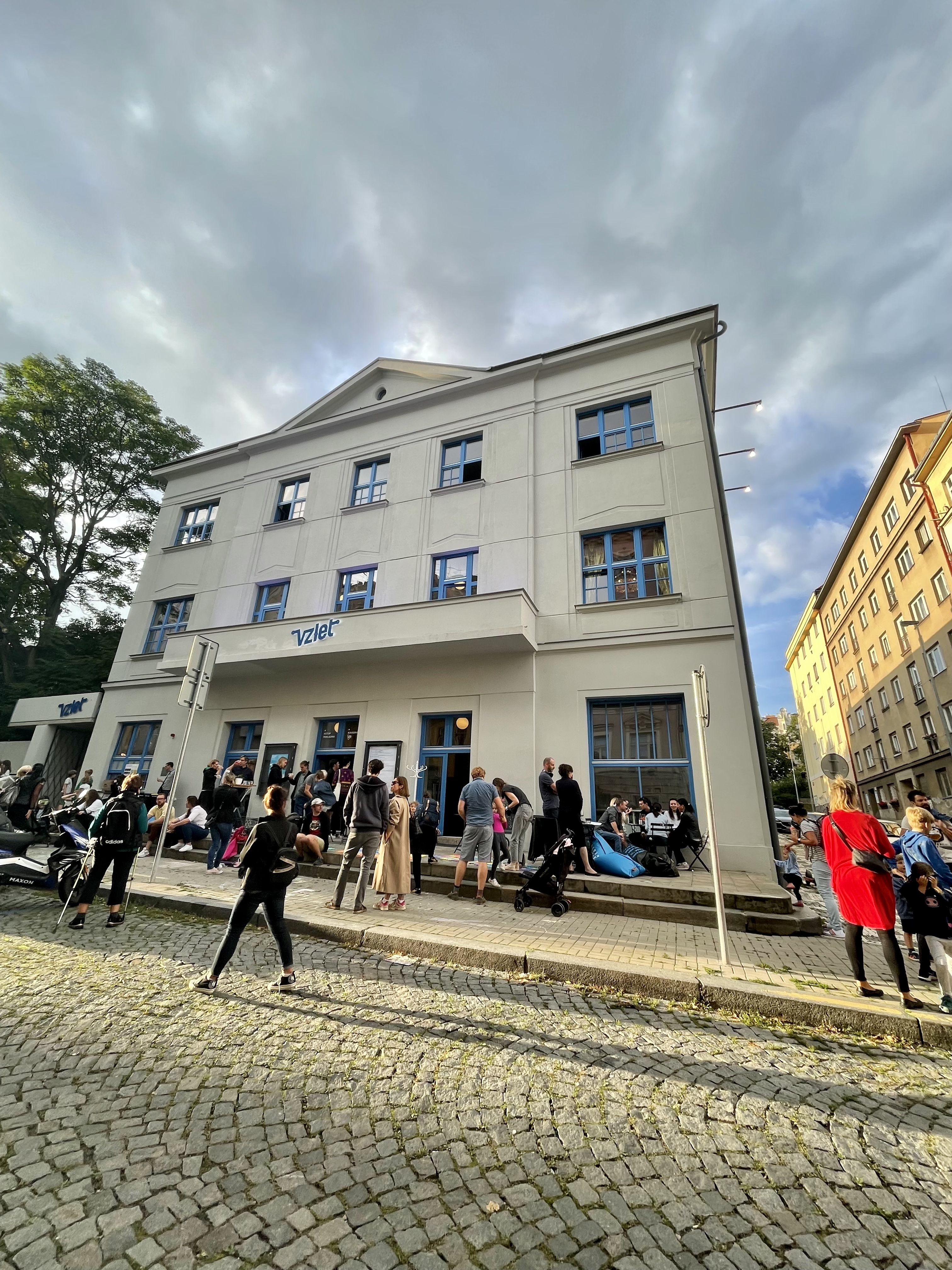
Cine Teatro Vzlet donde se realizó el PQ 2024 en Praga.

Es uno de los 30 artistas participantes del simposio PQ 2024: Technologies in Theatre, Performance and Exhibition Design, organizado por la Cuadrienal de Praga. El diario 0221 anunció "el nuevo desafío de Nicolás Isasi, el platense que triunfa en Portugal".El diario Público lo describió de la siguiente manera:

Recentemente, a cenografia desse projeto foi selecionada para o Simpósio PQ 2024, um dos maiores eventos internacionais de cenografia, onde será apresentado o trabalho que uniu a música de Marcos Portugal à escrita do argentino Jorge Luis Borges.
Jornal Público, 4 de Setembro de 2024

Luego de ser el único latinoamericano en llegar a las semifinales del Concurso Internacional de NANO OPERA para Jóvenes Directores de Ópera, realizado en el Teatro Helikon en mayo de 2019, Isasi continuó trabajando y, a principios de 2023, llegó a Europa para emprender un nuevo proyecto en el que buscaba citar a Jorge Luis Borges contando con la aprobación de María Kodama, viuda del icónico escritor argentino. Con esta obra participó y fue seleccionado entre miles de candidaturas de todo el mundo para presentar en el simposio Cuatrienal de Praga el proceso de creación de su proyecto escenográfico.Al respecto, el diario Clarín afirmó:

«El proyecto escenográfico creado por el argentino Nicolás Isasi para la ópera As Damas Trocadas fue seleccionado junto a otros 30 entre centenares en todo el mundo y participó del Symposium 2024 de la Cuadrienal de Praga, uno de los más relevantes en Diseño de Espectáculos y Espacios. En el cine teatro Vzlet de la capital checa se pudieron ver las creaciones animadas que realizaron Isasi y Daniel Di Paola para la escenografía de dicha ópera, que hace referencia a los laberintos borgeanos.»
Diario Clarín, 2 de Noviembre de 2024

Desde 1967, la Cuadrienal de Praga organizada por el Ministerio de Cultura de la República Checa. El objetivo es reunir a diseñadores de performance, escenógrafos, creadores, artistas e investigadores que trabajan con y sobre tecnologías; para explorar su dinámica multidimensional en el teatro, la performance y el diseño de exposiciones.Muchos artistas consideran el simposio como una plataforma: un flujo continuo de actividades y colaboraciones que tienen lugar en todo el mundo con diferentes colegas, profesionales creativos, artistas, investigadores y teóricos. El lugar de celebración del simposio fue la sala principal del cine-teatro Vzlet en el barrio Vršovice de Praga.

## Profesor
Desde joven, Isasi ha desempeñado las funciones de profesor no solo en la universidad sino también en diversos seminarios, simposios, cursos, clases magistrales y en diversas escuelas. En la Universidad del Cine trabajó en las cátedras de los escenógrafos y diseñadores de vestuario argentinos Ponchi Morpurgo y Eduardo Lerchundi.
Ponente en varios seminarios, cursos, ciclos de cine y teatro, en 2020 realiza un ciclo de ópera de ocho capítulos. En 2021, junto al profesor Jorge Troisi Melean,  dirigió el ciclo Ópera e Historia II: Italia y España, con especial atención a la historia de la ópera italiana para la Fundación Ortega y Gasset. Con motivo del 700 aniversario de la muerte del poeta italiano Dante Alighieri, fue invitado por la Asociación Dante Alighieri de la ciudad de La Plata a dictar una breve conferencia sobre "La música en la época de Dante".Participó como ponente del Primer Festival Internacional de Teatro Greco-Argentinoy de las últimas ediciones del Congreso Helénico Internacional Nostos en la Facultad de Ciencias Económicas de la Universidad de Buenos Aires declarado de Interés por el Consejo de Planeamiento Estratégico con el auspicio de la Embajada de Grecia.
En 2025 participó del homenaje por el 150º aniversario del nacimiento del dramaturgo uruguayo Florencio Sánchez con su conferencia El teatro rioplatense en el cine en el Congreso Internacional Florencio Sánchez, organizado por la Academia Argentina de Letras en colaboración con el Instituto de Artes del Espectáculo “Dr. Raúl H. Castagnino” de la Facultad de Filosofía y Letras de la UBA y la participación especial de la Academia Nacional de Letras de Uruguay.
En el mismo año, fue seleccionado para participar del 3º Congresso Internacional de História, Arqueologia, Património Cultural e Comunicação da AHAS en Sabrosa, donde presentó su trabajo Cine y Poesía, del patrimonio rural al museo, mostrando un work in progress de sus próximos trabajos cinematográficos.

## Crítico de Arte
Durante los años de formación académica publicó sus primeros artículos y críticas de cine en el sitio web Comentarios de Cine, la revista Número Zero (Buenos Aires) y en Azucar Magazine & Art Gallery (Berlín), una revista digital que promovía diversas disciplinas artísticas abarcando temáticas sobre artes visuales, música y cine. Isasi, ha realizado más de 500 publicaciones entre ensayos, artículos, entrevistas y críticas de espectáculos nacionales e internacionales sobre Anish Kapoor, Guillermo Roux, Alejandro Witcomb, Esteban Gonnet, Jacques Bedel, Delia Cancela, Carlos Alonso, Banksy, Amelita Baltar, Mariano Mores, Martha Argerich, Daniel Barenboim, Zubin Metha, Plácido Domingo, A-ha, Alan Parsons, Air Supply, Paul McCartney, Julian Lennon, Creedence Clearwater Revival, Chick Corea, Juan Diego Flórez, Dennis Russell Davies, Krzysztof Penderecki, William Turner, Sinead O’Connor, Margaret Tait, Gloria Gaynor, Michel Legrand, Mijaíl Baryshnikov, John Malkovich, Benito Panunzi, Francisco Ayerz, Dario Fo, Riccardo Muti, Steve Gadd, Edward Hopper, Joan Miró, Alberto Sordi, Lang Lang, Eurico Carrapatoso, Raúl Soldi, Ruy de Carvalho, Werner Bischof, Alexander Rybak, Toom Moore, Greg McLead, para diarios, revistas y libros sobre cine, teatro, música, ópera, danza, artes visuales, TV, conciertos, exposiciones, festivales y recitales donde plasma la experiencia acumulada en su carrera como espectador, observador, crítico y director en varios idiomas.
A través de su trabajo como crítico de arte, además de difundir la obra de artistas consagrados, ayudó al público a redescubrir el trabajo de cientos de artistas desconocidos o independientes que exponen fuera de las galerías comerciales o los salones oficiales, ayudando a promover su trabajo. Escribió para El arte de la fuga (Madrid), The Pandect (Pondicherry), Moog (Montevideo), MiraBA (Buenos Aires) y el diario El Día (La Plata).A lo largo de los años, entrevistó a personalidades de la cultura como André Rieu, Ewen Bremner, Damián Szifrón, Oscar Martínez, Andy Muschietti, Roberto Carnaghi, Julio Bocca, Lucila Gandolfo, Melania Lenoir, César Paternosto, Marcela Fiorillo, Alicia Węgorzewska, Bill Kinder, Dee Tomasetta, Thomas Miller, Nora Iniesta, Sofía Wiñazki o Tilka Jamnik. Como crítico cinematográfico, participa en las últimas ediciones de festivales internacionales de cine como el Festival Internacional de Cine de Berlín, Festival Internacional de Cine de Mar del Plata, Espanoramas, Pantalla Pinamar, Festival Internacional de Cine IndieLisboa, Festiwal Muzyki Filmowej de Cracovia, BAFICI, FIVA, FUSO, Uncipar, Festival Inusual, Monstra, Festa do Cinema Italiano, Festival de cinema Francês, FestiFreak y FESAALP.
Fue programador y presentador de los ciclos de cine griego organizados por Ser Griegos en distintas salas de la CABA, de La Plata y de la Provincia de Buenos Aires. Trabajó en la curaduría y elaboración de catálogos para inauguraciones o clausuras de numerosas exhibiciones artísticas. A propósito del centenario de la cantante griega María Callas, Isasi participó del homenaje convocado por la asociación helénica Nostos analizando las cualidades vocales e interpretativas de la gran soprano greco-estadounidense. Entre varios aspectos de su vida artística, la nota rescata las presentaciones ocurridas en el Teatro Colón de Buenos Aires en 1949 y el paso por el Festival de Cine de Mar del Plata para presentar Medea, con el objetivo de recordar el legado artístico de una de las más grandes cantantes de la historia.Forma parte del equipo de Ala d’Artistas como curador de artes escénicas.

## Publicaciones
Selección de títulos, temas, personajes y personalidades de las críticas, ensayos y artículos más destacados de la última década publicados en distintos libros, revistas y diarios nacionales e internacionales en distintos idiomas.
Teatro
- Cartas de amor y locura
- La poesía de una samurai
- Teatro negro en Buenos Aires
- La maestra serial o el poder de las palabras
- El payaso de las mil valijas
- Una madre poco respetuosa
- Todo es parte del show
- Del infierno al paraíso
- La familia numerosa de Kafka
- Un romano vencido por un romano
- La mujer detrás de la actriz
- De Boston a Barracas
- Las voces del actor
- La ratonera infinita

Artes Visuales
- Mosaicos para el recuerdo
- Reflejos anónimos y porteños
- Un artífice de la fotografía sobre lienzo
- Una mirada carioca
- Bedel y su arte paradojal
- El arte del  tapiz en La Plata
- Una ventana al mundo
- Arte con ladrillos
- Arte antiviral
- El artista que escribe con luz de luna
- Galería subterránea en Buenos Aires
- Los dos mundos del MAMBA
- Un siglo no es nada... para Ides
- Minimalismo rosarino
- Arte entre olas y sillas
- Un artista sin fronteras
- El arte de la palabra
- Vida y arte al costado del mundo
- Destellos pictóricos de un maestro
- Simpleza catalana desembarcó en Argentina

Conciertos
- Excelencia a cuatro manos
- Les Luthiers éthernels
- De Escandinavia a Buenos Aires
- A puro jazz en la CABA
- De regreso a los ochenta
- Camaleónico y musical
- Un eclipse eterno
- Conjunto Ritmus

Ópera
- Medea, una vengadora inmortal
- Rumbo a la tierra prometida desde Sudáfrica
- Volvió la nieve a La Plata
- Al rescate de lo buffo
- Ruiseñor lusitano (estreno mundial)
- La diva de los ojos negros
- Un grial atemporal
- Requiem (estreno mundial)
- Un bufón que volvió al Colón

Cine
- Ambigua inocencia
- Una charla sobre el tablero
- La vanguardia inglesa se muestra
- Quirino Cristiani: El inventor de la animación
- Algunos hombres que sabían demasiado
- El regreso del traje a rayas
- Adolescencia italiana
- Todavía quedan héroes
- Un ilustre rumbo a la feliz
- Las vacaciones de Drácula
- El lado oscuro de la luna
- Visions of reality
- Un héroe de guerra

Fotografía
- Abrazos del alma
- Un paseo por la Buenos Aires del siglo XIX
- De los Alpes a Los Andes
- La simpleza de la luz
- Silence in New York
- El ojo de la lírica porteña
- Cien años a su manera

Miscelánea
- El mundo a través de los satíricos ojos de Plantu
- Rebecca Dautremer: ilustración sin límites de edad
- Pixar y la ciencia: un detrás de escena animado
- La vuelta del vinilo en formato digital
- The Daytonian Builder of New York
- Lo mejor de la magia está acá
- Los secretos del poncho criollo
- Entre bosques y estrellas
- El último pétalo de la rosa
- Un universo enredado
- Una lección de vida
- Un prócer del tango

## Filmografía
| Año  | Título                     | Director | Guionista | Arte | Asist. de Dir. |
| 2005 | Juntos                     |          |           |      |                |
| 2005 | El Silencio                |          |           |      |                |
| 2005 | Vecinos                    |          |           |      |                |
| 2005 | La mujer del piano         |          |           |      |                |
| 2006 | Tentaciones                |          |           |      |                |
| 2006 | Cambalache                 |          |           |      |                |
| 2007 | El árbol                   |          |           |      |                |
| 2007 | Doctor's Jazz Band         |          |           |      |                |
| 2007 | Noche                      |          |           |      |                |
| 2007 | Mientras Inglaterra Duerme |          |           |      |                |
| 2007 | La arena                   |          |           |      |                |
| 2007 | El eslabón fallido         |          |           |      |                |
| 2007 | Paseo por el bosque        |          |           |      |                |
| 2008 | Intersección               |          |           |      |                |
| 2008 | Isósceles                  |          |           |      |                |
| 2008 | Los extranjeros            |          |           |      |                |
| 2008 | De tres cuerpos            |          |           |      |                |
| 2008 | Impunidad                  |          |           |      |                |
| 2009 | Fantasma de Buenos Aires   |          |           |      |                |
| 2010 | Las veinte primaveras      |          |           |      |                |
| 2010 | El teatro de Howell        |          |           |      |                |
| 2011 | graFEETi                   |          |           |      |                |
| 2013 | Mi nombre es Arturo        |          |           |      |                |
| 2014 | The Awakening              |          |           |      |                |
| 2015 | Perdidos en la ciudad      |          |           |      |                |
| 2021 | OUT OF MIND                |          |           |      |                |
| 2024 | Gala & Kiwi                |          |           |      |                |
| 2024 | Landscapes for Freedom     |          |           |      |                |

## Ópera
| Año  | Título                    | Dirección | Escenografía | Asist. de Dir. | Asist. de Vest. | Asist. de Prod. |
| 2007 | Rigoletto                 |           |              |                |                 |                 |
| 2007 | Madama Butterfly          |           |              |                |                 |                 |
| 2007 | El niño y los sortilegios |           |              |                |                 |                 |
| 2007 | Doña Francisquita         |           |              |                |                 |                 |
| 2007 | La hora española          |           |              |                |                 |                 |
| 2008 | Romeo y Julieta           |           |              |                |                 |                 |
| 2008 | Las bodas de Figaro       |           |              |                |                 |                 |
| 2008 | El barbero de Sevilla     |           |              |                |                 |                 |
| 2009 | La viuda alegre           |           |              |                |                 |                 |
| 2009 | La solterona y el ladrón  |           |              |                |                 |                 |
| 2009 | Amelia al ballo           |           |              |                |                 |                 |
| 2009 | La viuda alegre           |           |              |                |                 |                 |
| 2010 | Manon Lescaut             |           |              |                |                 |                 |
| 2010 | Così fan tutte            |           |              |                |                 |                 |
| 2011 | Gianni Schicchi           |           |              |                |                 |                 |
| 2011 | El Murciélago             |           |              |                |                 |                 |
| 2011 | Los Pescadores de perlas  |           |              |                |                 |                 |
| 2011 | Il Trovatore              |           |              |                |                 |                 |
| 2012 | Las bodas de Figaro       |           |              |                |                 |                 |
| 2012 | The Bohemian Girl         |           |              |                |                 |                 |
| 2012 | Trouble in Tahiti         |           |              |                |                 |                 |
| 2012 | Tosca                     |           |              |                |                 |                 |
| 2012 | Don Giovanni              |           |              |                |                 |                 |
| 2012 | El amigo Fritz            |           |              |                |                 |                 |
| 2012 | Cavalleria Rusticana      |           |              |                |                 |                 |
| 2013 | La flauta mágica          |           |              |                |                 |                 |
| 2013 | El niño y los sortilegios |           |              |                |                 |                 |
| 2013 | Bastian y Bastiana        |           |              |                |                 |                 |
| 2013 | Treemonisha               |           |              |                |                 |                 |
| 2013 | Apolo y Jacinto           |           |              |                |                 |                 |
| 2014 | Porgy and Bess            |           |              |                |                 |                 |
| 2014 | Luisa Fernanda            |           |              |                |                 |                 |
| 2014 | La cantante               |           |              |                |                 |                 |
| 2014 | Cavalleria Rusticana      |           |              |                |                 |                 |
| 2015 | El Murciélago             |           |              |                |                 |                 |
| 2017 | Il viaggio d’Ulise        |           |              |                |                 |                 |
| 2017 | Los cuentos de Hoffmann   |           |              |                |                 |                 |
| 2017 | Il Trovatore              |           |              |                |                 |                 |
| 2017 | Pagliacci                 |           |              |                |                 |                 |
| 2018 | Los hilos de Ariadna      |           |              |                |                 |                 |
| 2019 | Flis                      |           |              |                |                 |                 |
| 2020 | María de Buenos Aires     |           |              |                |                 |                 |
| 2023 | Tosca                     |           |              |                |                 |                 |
| 2023 | As Damas Trocadas         |           |              |                |                 |                 |
| 2024 | Acis & Galatea            |           |              |                |                 |                 |

## Teatro
| Año       | Título                   | Asist. de dir. | Asist. de esc. | Multimedia | Dramaturgo |
| --------- | ------------------------ | -------------- | -------------- | ---------- | ---------- |
| 2011-2012 | La cantante calva        |                |                |            |            |
| 2012-2013 | Gala Veneciana           |                |                |            |            |
| 2013-2015 | Más allá de esas sierras |                |                |            |            |
| 2017-2019 | Piso 35                  |                |                |            |            |
| 2018      | Los hilos de Ariadna     |                |                |            |            |
| 2018      | El casamiento            |                |                |            |            |
| 2021      | Dante 700                |                |                |            |            |
| 2014-2021 | El huérfano feliz        |                |                |            |            |
| 2022      | Ni un taxi               |                |                |            |            |
| 2024      | Dom Garcia               |                |                |            |            |

## Premios y Distinciones
- Artista seleccionado por la Cuadrienal de Praga (Prague Quadrennial of Performance Design and Space) en el PQ 2024: Technologies in Theatre, Performance and Exhibition Design, organizado en Praga, República Checa (2024).[2]
- Todas las nominaciones, menciones y distinciones de Landscapes for Freedom en festivales internacionales de cine (2023-2025).[118][119]
- Artista seleccionado en la Biennal de València Ciutat Vella Oberta 2019-2021. Valencia, España (2021).[120]
- Todas las nominaciones, menciones y premios de OUT OF MIND en festivales internacionales de cine (2021-2024).
- Semifinalista del Concurso Internacional NANO OPERA de jóvenes directores escénicos de ópera en el Teatro Helikon. Moscú, Rusia (2019).[1]
- Diploma otorgado por Nostos como ponente en el Primer Festival Internacional de Teatro Greco-Argentino organizado por la Embajada de Grecia en el Centro Cultural de Cooperación. Buenos Aires, Argentina (2019).[121]
- Primer Premio Nacional de Música en el Festival Shakespeare en la Escuela. Buenos Aires, Argentina (2016).
- Participante del 44º Festival Encuentros Internacionales de Música Contemporánea con la ópera Trouble in Tahiti de Leonard Bernstein en el Consejo Profesional de Ciencias Económicas. Buenos Aires, Argentina (2012).[122]
- Diploma otorgado por Ibermedia como becario del seminario de Dirección de Actores en el CECAN. Tenerife, España (2011).
- Diploma otorgado por Ser Griegos en reconocimiento del valioso aporte a la interpretación del cine griego. La Plata, Argentina (2011).
- Premio Fuerte Barragán en el rubro cine. Provincia de Buenos Aires, Argentina (2006).

| Año  | Categoría               | Película               | País                              | Resultado | Festival                                         |
| ---- | ----------------------- | ---------------------- | --------------------------------- | --------- | ------------------------------------------------ |
| 2007 | Selección Oficial       | Paseo por el bosque    | Bandera de Argentina              | Nominado  | Hojas en Blanco                                  |
| 2008 | Selección Oficial       | Intersección           | Bandera de Argentina              | Nominado  | FestiFreak                                       |
| 2008 | Selección Oficial       | Intersección           | Bandera de Perú                   | Nominado  | FENACO                                           |
| 2021 | Selección Oficial       | Out of Mind            | Bandera del Reino Unido           | Finalista | Lift-Off Global Network                          |
| 2021 | Selección Oficial       | Out of Mind            | Bandera de Hungría                | Nominado  | Paradise Film Festival                           |
| 2021 | Selección Oficial       | Out of Mind            | Bandera de la India               | Nominado  | Noble International Film Fest                    |
| 2021 | Selección Oficial       | Out of Mind            | Bandera de España                 | Nominado  | Biennal de València CVO 2021                     |
| 2021 | Mejor Actor             | Out of Mind            | Bandera del Reino Unido           | Ganador   | Europe Film Festival                             |
| 2021 | Selección Oficial       | Out of Mind            | Bandera de Alemania               | Nominado  | Knowmad Film Festival                            |
| 2021 | Selección Oficial       | Out of Mind            | Bandera de Suecia                 | Nominado  | Stockholm City Film Festival                     |
| 2022 | Selección Oficial       | Out of Mind            | Bandera de Emiratos Árabes Unidos | Nominado  | Xposure Int. Photography Film Fest               |
| 2022 | Selección Oficial       | Out of Mind            | Bandera de Canadá                 | Nominado  | Alternative Film Festival                        |
| 2022 | Mejor Film Experimental | Out of Mind            | Bandera del Reino Unido           | Ganador   | Indie Online Film Festival                       |
| 2022 | Mención Honorable       | Out of Mind            | Bandera de Estados Unidos         | Ganador   | Bloomington Film Festival                        |
| 2022 | Mención Honorable       | Out of Mind            | Bandera de Italia                 | Ganador   | Festival del Cinema di Cefalù                    |
| 2022 | Selección Oficial       | Out of Mind            | Bandera de la India               | Nominado  | One Earth Awards                                 |
| 2022 | Mejor Guion             | Out of Mind            | Bandera de la India               | Ganador   | Sittannavasal International Film Festival        |
| 2022 | Mejor Actor             | Out of Mind            | Bandera de la India               | Ganador   | Sittannavasal International Film Festival        |
| 2022 | Selección Oficial       | Out of Mind            | Bandera de Estados Unidos         | Finalista | IFO - International Film Operations              |
| 2022 | Mejor Actor             | Out of Mind            | Bandera de Baréin                 | Ganador   | Bahrain Indie International Film Festival        |
| 2022 | Mejor Film Experimental | Out of Mind            | Bandera de Baréin                 | Ganador   | Bahrain Indie International Film Festival        |
| 2022 | Selección Oficial       | Out of Mind            | Bandera de Argentina              | Nominado  | Festival de Cine Inusual                         |
| 2022 | Selección Oficial       | Out of Mind            | Bandera de Ucrania                | Nominado  | Kamianets-Podilskyi Brukivka Int Film Fest       |
| 2022 | Selección Oficial       | Out of Mind            | Bandera de la India               | Nominado  | GIFFI (Global Independent Film Festival)         |
| 2022 | Mejor Banda Sonora      | Out of Mind            | Bandera de la India               | Ganador   | Tamilnadu International Film Fest                |
| 2022 | Selección Oficial       | Out of Mind            | Bandera de Eslovaquia             | Nominado  | Europe Music Awards                              |
| 2022 | Selección Oficial       | Out of Mind            | Bandera de Italia                 | Nominado  | Rome Prisma Film Awards                          |
| 2022 | Selección Oficial       | Out of Mind            | Bandera de Argentina              | Nominado  | FESAALP                                          |
| 2022 | Selección Oficial       | Out of Mind            | Bandera de Dinamarca              | Nominado  | International Poetry Film Fest                   |
| 2022 | Selección Oficial       | Out of Mind            | Bandera de Japón                  | Nominado  | Cannes Continental - Tokio Edition               |
| 2023 | Selección Oficial       | Out of Mind            | Bandera de Bangladés              | Nominado  | Cinemaking International Film Fest               |
| 2023 | Selección Oficial       | Out of Mind            | Bandera de Portugal               | Nominado  | Bizarrya Short Film Festival                     |
| 2023 | Selección Oficial       | Out of Mind            | Bandera de Portugal               | Finalista | Lisbon Film Rendezvous                           |
| 2023 | Mejor Film Fantástico   | Out of Mind            | Bandera de Estados Unidos         | Ganador   | Angaelica Film Festival                          |
| 2023 | Distinción              | Landscapes for Freedom | Bandera de Portugal               | Ganador   | Avant-première Libertinagem                      |
| 2024 | Selección Oficial       | Out of Mind            | Bandera de Perú                   | Finalista | Webseries & Film Festival                        |
| 2024 | Selección Oficial       | Out of Mind            | Bandera de Canadá                 | Finalista | WideScreen Film & Music Video Festival           |
| 2024 | Selección Oficial       | Landscapes for Freedom | Bandera del Reino Unido           | Nominado  | Frome International Climate Film Festival        |
| 2024 | Selección Oficial       | Landscapes for Freedom | Bandera de Portugal               | Nominado  | 76° Evoé Cabaré                                  |
| 2024 | Selección Oficial       | Landscapes for Freedom | Bandera de Ucrania                | Nominado  | Dispatches of War                                |
| 2024 | Selección Oficial       | Landscapes for Freedom | Bandera de Italia                 | Nominado  | Festival Benevento Cinema e TV                   |
| 2024 | Selección Oficial       | Landscapes for Freedom | Bandera de Estados Unidos         | Nominado  | Hilltop Film Festival of Diversity and Inclusion |
| 2024 | Mención Honorable       | Landscapes for Freedom | Bandera de la India               | Ganador   | Women’s Bioscope Film Festival                   |
| 2024 | Selección Oficial       | Landscapes for Freedom | Bandera de Filipinas              | Finalista | Batangas Balisong Film Festival                  |
| 2024 | Selección Oficial       | Landscapes for Freedom | Bandera de España                 | Nominado  | 36th Girona Film Festival                        |
| 2024 | Selección Oficial       | Landscapes for Freedom | Bandera de Finlandia              | Nominado  | Wildlife Vaasa Festival                          |
| 2024 | Selección Oficial       | Landscapes for Freedom | Bandera de México                 | Nominado  | Fest Itinerante de Cine de la Tierra             |
| 2024 | Selección Oficial       | Landscapes for Freedom | Bandera de Ucrania                | Nominado  | Bardak Film Fest                                 |
| 2024 | Selección Oficial       | Landscapes for Freedom | Bandera de Argentina              | Nominado  | Festival de Cine Inusual                         |
| 2024 | Selección Oficial       | Landscapes for Freedom | Bandera de Indonesia              | Nominado  | Bahari-Sea & Coastal Film Festival               |
| 2024 | Selección Oficial       | Landscapes for Freedom | Bandera de Túnez                  | Nominado  | Human Screen Festival                            |
| 2024 | Selección Oficial       | Landscapes for Freedom | Bandera de Estados Unidos         | Nominado  | Egyptian American Film Festival                  |
| 2024 | Selección Oficial       | Landscapes for Freedom | Bandera de Estados Unidos         | Nominado  | First World Wave Music Festival                  |
| 2025 | Tribute Award           | Landscapes for Freedom | Bandera de Estados Unidos         | Ganador   | 15th Latino and Native American                  |
| 2025 | Selección Oficial       | Landscapes for Freedom | Bandera de Portugal               | Nominado  | Festival Passagens                               |
| 2025 | Selección Oficial       | Landscapes for Freedom | Bandera de Estados Unidos         | Nominado  | Angaelica Film Festival                          |
| 2025 | Selección Oficial       | Landscapes for Freedom | Bandera de Ucrania                | Nominado  | LINOLEUM                                         |

## Discografía
- 2007 - Musikerevan junto a Martín Arias - Estudio Sonófera
- 2011 - Chasca de Enrique Mario Casella / Música Clásica Argentina - Sello Tradition[123]
- 2019 - Esperando la lluvia de Franco Lombardi - Orquesta Tribal de Nirmania[124]